# Brouy
Brouy (prononcé [bʁui] ) est une commune française située à soixante et un kilomètres au sud-ouest de Paris dans le département de l'Essonne en région Île-de-France. Elle fait partie de l'intercommunalité de l'Étampois Sud-Essonne.
Ses habitants sont appelés les Brogaçois.

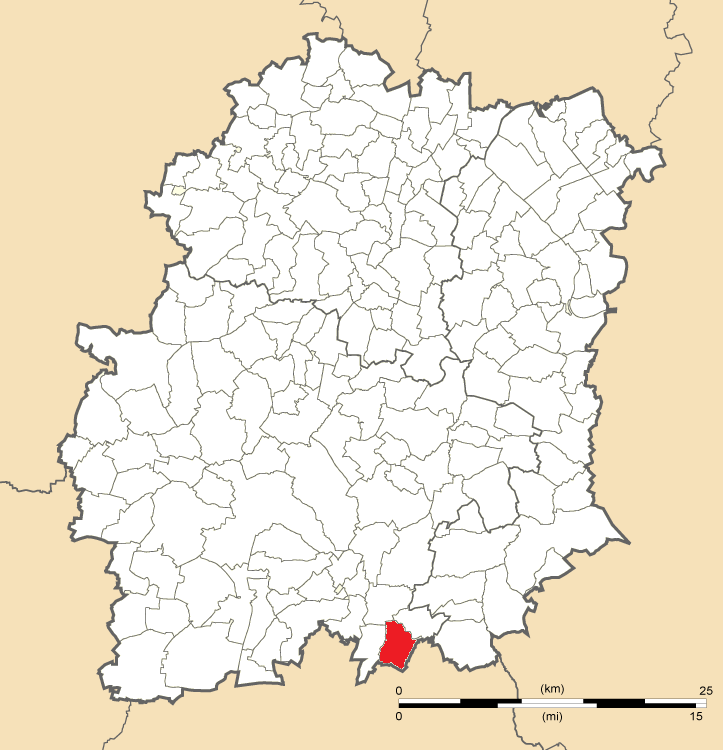
Position de Brouy en Essonne.

## Géographie

### Situation
Brouy est située à soixante-et-un kilomètres au sud-ouest de Paris-Notre-Dame, point zéro des routes de France, trente-sept kilomètres au sud-ouest d'Évry, seize kilomètres au sud-est d'Étampes, dix-sept kilomètres au sud-ouest de Milly-la-Forêt, vingt kilomètres au sud-ouest de La Ferté-Alais, trente kilomètres au sud d'Arpajon, trente-et-un kilomètres au sud-est de Dourdan, trente-six kilomètres au sud de Montlhéry, trente-six kilomètres au sud-ouest de Corbeil-Essonnes, quarante-quatre kilomètres au sud-ouest de Palaiseau.

### Communes limitrophes
| Mespuits |       | Champmotteux             |
|          | Brouy |                          |
| Blandy   |       | Le Malesherbois (Loiret) |

### Lieux-dits et écarts
La commune compte 44 lieux-dits administratifs répertoriés consultables ici.

### Hydrographie
Il n'existe aucun réseau hydrographique de surface.
Comme dans beaucoup de villages de Beauce, une mare y est conservée en état.

### Relief et géologie
Le point le plus bas de la commune est situé à cent-quatorze mètres d'altitude et le point culminant à cent quarante-sept mètres.

### Climat
Pour des articles plus généraux, voir Climat de l'Île-de-France et Climat de l'Essonne.
En 2010, le climat de la commune est de type climat océanique dégradé des plaines du Centre et du Nord, selon une étude du CNRS s'appuyant sur une série de données couvrant la période 1971-2000. En 2020, Météo-France publie une typologie des climats de la France métropolitaine dans laquelle la commune est exposée à un climat océanique altéré et est dans la région climatique Sud-ouest du bassin Parisien, caractérisée par une faible pluviométrie, notamment au printemps (120 à 150 mm) et un hiver froid (3,5 °C).
Pour la période 1971-2000, la température annuelle moyenne est de 10,7 °C, avec une amplitude thermique annuelle de 14,9 °C. Le cumul annuel moyen de précipitations est de 644 mm, avec 10,7 jours de précipitations en janvier et 7,6 jours en juillet. Pour la période 1991-2020, la température moyenne annuelle observée sur la station météorologique la plus proche, située sur la commune de Boigneville à 7 km à vol d'oiseau, est de 11,5 °C et le cumul annuel moyen de précipitations est de 615,6 mm,. Pour l'avenir, les paramètres climatiques de la commune estimés pour 2050 selon différents scénarios d'émission de gaz à effet de serre sont consultables sur un site dédié publié par Météo-France en novembre 2022.

## Urbanisme

### Typologie
Au 1er janvier 2024, Brouy est catégorisée commune rurale à habitat dispersé, selon la nouvelle grille communale de densité à sept niveaux définie par l'Insee en 2022.
Elle est située hors unité urbaine. Par ailleurs la commune fait partie de l'aire d'attraction de Paris, dont elle est une commune de la couronne,. Cette aire regroupe 1 929 communes,.

### Occupation des solssimplifiée
Le territoire de la commune se compose en 2017 de 98,16 % d'espaces agricoles, forestiers et naturels, 0,71 % d'espaces ouverts artificialisés et 1,13 % d'espaces construits artificialisés.

## Toponymie
L'origine du nom de la commune est peu connue. Elle fut créée en 1793 avec son nom actuel.

## Politique et administration

### Politique locale
La commune de Brouy est rattachée au canton d'Étampes, à l'arrondissement d’Étampes et à la deuxième circonscription de l'Essonne.
La commune de Brouy est enregistrée au répertoire des entreprises sous le code SIREN 219 101 128. Son activité est enregistrée sous le code APE 8411Z.

### Tendances et résultats politiques
Élections présidentielles, résultats des deuxièmes tours :
- Élection présidentielle de 2002 : 77,03 % pour Jacques Chirac (RPR), 22,97 % pour Jean-Marie Le Pen (FN), 91,01 % de participation[30].
- Élection présidentielle de 2007 : 63,92 % pour Nicolas Sarkozy (UMP), 36,08 % pour Ségolène Royal (PS), 94,23 % de participation[31].
- Élection présidentielle de 2012 : 63,04 % pour Nicolas Sarkozy (UMP), 36,96 % pour François Hollande (PS), 90,74 % de participation[32].

Élections législatives, résultats des deuxièmes tours :
- Élections législatives de 2002 : 66,18 % pour Franck Marlin (UMP), 33,82 % pour Gérard Lefranc (PCF), 78,41 % de participation[33].
- Élections législatives de 2007 : 60,00 % pour Franck Marlin (UMP) élu au premier tour, 14,12 % pour Marie-Agnès Labarre (PS), 81,73 % de participation[34].
- Élections législatives de 2012 : 72,62 % pour Franck Marlin (UMP), 27,38 % pour Béatrice Pèrié (PS), 79,63 % de participation[35].

Élections européennes, résultats des deux meilleurs scores :
- Élections européennes de 2004 : 18,84 % pour Patrick Gaubert (UMP) et Marine Le Pen (FN), 14,49 % pour Harlem Désir (PS), 67,96 % de participation[36].
- Élections européennes de 2009 : 25,40 % pour Michel Barnier (UMP), 14,29 % pour Daniel Cohn-Bendit (Les Verts), 58,56 % de participation[37].

Élections régionales, résultats des deux meilleurs scores :
- Élections régionales de 2004 : 38,55 % pour Jean-François Copé (UMP), 36,14 % pour Jean-Paul Huchon (PS), 82,52 % de participation[38].
- Élections régionales de 2010 : 64,06 % pour Valérie Pécresse (UMP), 35,94 % pour Jean-Paul Huchon (PS), 66,67 % de participation[39].

Élections cantonales, résultats des deuxièmes tours :
- Élections cantonales de 2004 : 58,23 % pour Franck Marlin (UMP), 41,77 % pour Patrice Chauveau (PCF), 82,52 % de participation[40].
- Élections cantonales de 2011 : 73,91 % pour Guy Crosnier (UMP), 26,09 % pour Jacques Met (FN), 68,22 % de participation[41].

Élections municipales, résultats des deuxièmes tours :
- Élections municipales de 2001 : données manquantes.
- Élections municipales de 2008 : 70 voix pour Luc Georges (?), 69 voix pour Hervé Levet (?), 77,27 % de participation[42].

Référendums :
- Référendum de 2000 relatif au quinquennat présidentiel : 70,59 % pour le Oui, 29,41 % pour le Non, 53,93 % de participation[43].
- Référendum de 2005 relatif au traité établissant une Constitution pour l'Europe : 50,00 % pour le Oui et pour le Non, 78,43 % de participation[44].

## Population et société

### Démographie

#### Évolution démographique
L'évolution du nombre d'habitants est connue à travers les recensements de la population effectués dans la commune depuis 1793. Pour les communes de moins de 10 000 habitants, une enquête de recensement portant sur toute la population est réalisée tous les cinq ans, les populations de référence des années intermédiaires étant quant à elles estimées par interpolation ou extrapolation. Pour la commune, le premier recensement exhaustif entrant dans le cadre du nouveau dispositif a été réalisé en 2008.

En 2022, la commune comptait 129 habitants, en évolution de −6,52 % par rapport à 2016 (Essonne : +2,89 %, France hors Mayotte : +2,11 %).
| 1793 | 1800 | 1806 | 1821 | 1831 | 1836 | 1841 | 1846 | 1851 |
| ---- | ---- | ---- | ---- | ---- | ---- | ---- | ---- | ---- |
| 212  | 196  | 190  | 206  | 235  | 201  | 206  | 194  | 227  |

| 1856 | 1861 | 1866 | 1872 | 1876 | 1881 | 1886 | 1891 | 1896 |
| ---- | ---- | ---- | ---- | ---- | ---- | ---- | ---- | ---- |
| 216  | 215  | 214  | 208  | 222  | 228  | 242  | 280  | 267  |

| 1901 | 1906 | 1911 | 1921 | 1926 | 1931 | 1936 | 1946 | 1954 |
| ---- | ---- | ---- | ---- | ---- | ---- | ---- | ---- | ---- |
| 256  | 249  | 231  | 200  | 196  | 198  | 183  | 163  | 146  |

| 1962 | 1968 | 1975 | 1982 | 1990 | 1999 | 2006 | 2008 | 2013 |
| ---- | ---- | ---- | ---- | ---- | ---- | ---- | ---- | ---- |
| 135  | 110  | 104  | 107  | 116  | 112  | 121  | 123  | 134  |

| 2018 | 2022 | - | - | - | - | - | - | - |
| ---- | ---- | - | - | - | - | - | - | - |
| 127  | 129  | - | - | - | - | - | - | - |

#### Pyramide des âges
En 2018, le taux de personnes d'un âge inférieur à 30 ans s'élève à 28,3 %, soit en dessous de la moyenne départementale (39,9 %). À l'inverse, le taux de personnes d'âge supérieur à 60 ans est de 34,7 % la même année, alors qu'il est de 20,1 % au niveau départemental.
En 2018, la commune comptait 64 hommes pour 63 femmes, soit un taux de 50,39 % d'hommes, légèrement supérieur au taux départemental (48,98 %).
Les pyramides des âges de la commune et du département s'établissent comme suit.
| Hommes | Classe d’âge | Femmes |
| ------ | ------------ | ------ |
| 3,1    | 90 ou +      | 1,6    |
| 12,5   | 75-89 ans    | 9,5    |
| 18,8   | 60-74 ans    | 23,8   |
| 23,4   | 45-59 ans    | 22,2   |
| 12,5   | 30-44 ans    | 15,9   |
| 15,6   | 15-29 ans    | 6,3    |
| 14,1   | 0-14 ans     | 20,6   |

| Hommes | Classe d’âge | Femmes |
| ------ | ------------ | ------ |
| 0,5    | 90 ou +      | 1,4    |
| 5,4    | 75-89 ans    | 7,2    |
| 12,9   | 60-74 ans    | 13,9   |
| 20     | 45-59 ans    | 19,4   |
| 19,9   | 30-44 ans    | 20,1   |
| 20     | 15-29 ans    | 18,2   |
| 21,3   | 0-14 ans     | 19,8   |

### Enseignement
Les élèves de Brouy sont rattachés à l'académie de Versailles. La commune ne dispose d'aucune école sur son territoire.

### Lieux de culte
La paroisse catholique de Brouy est rattachée au secteur pastoral de Milly-la-Forêt et au diocèse d'Évry-Corbeil-Essonnes. Elle dispose de l'église Saint-Pierre-et-Saint-Paul.

### Médias
L'hebdomadaire Le Républicain relate les informations locales. La commune est en outre dans le bassin d'émission des chaînes de télévision France 3 Paris Île-de-France Centre, IDF1 et Téléssonne intégré à Télif.

## Économie
- Exploitations agricoles.

### Emplois, revenus et niveau de vie en 2008
| Répartition des emplois par catégories socioprofessionnelles en 2006. |              |                                           |                                                   |                            |                          |                           |
|                                                                       | Agriculteurs | Artisans, commerçants, chefs d’entreprise | Cadres et professions intellectuelles supérieures | Professions intermédiaires | Employés                 | Ouvriers                  |
| Brouy                                                                 | -            | -                                         | -                                                 | -                          | -                        | -                         |
| Zone d’emploi d’Évry                                                  | 0,3 %        | 4,0 %                                     | 20,2 %                                            | 29,6 %                     | 28,2 %                   | 17,7 %                    |
| Moyenne nationale                                                     | 2,2 %        | 6,0 %                                     | 15,4 %                                            | 24,6 %                     | 28,7 %                   | 23,2 %                    |
| Répartition des emplois par secteurs d’activités en 2006.             |              |                                           |                                                   |                            |                          |                           |
|                                                                       | Agriculture  | Industrie                                 | Construction                                      | Commerce                   | Services aux entreprises | Services aux particuliers |
| Brouy                                                                 | -            | -                                         | -                                                 | -                          | -                        | -                         |
| Zone d’emploi d’Évry                                                  | 0,9 %        | 13,5 %                                    | 5,4 %                                             | 14,6 %                     | 16,2 %                   | 6,9 %                     |
| Moyenne nationale                                                     | 3,5 %        | 15,2 %                                    | 6,4 %                                             | 13,3 %                     | 13,3 %                   | 7,6 %                     |
| Sources : Insee,                                                      |              |                                           |                                                   |                            |                          |                           |

## Culture locale et patrimoine

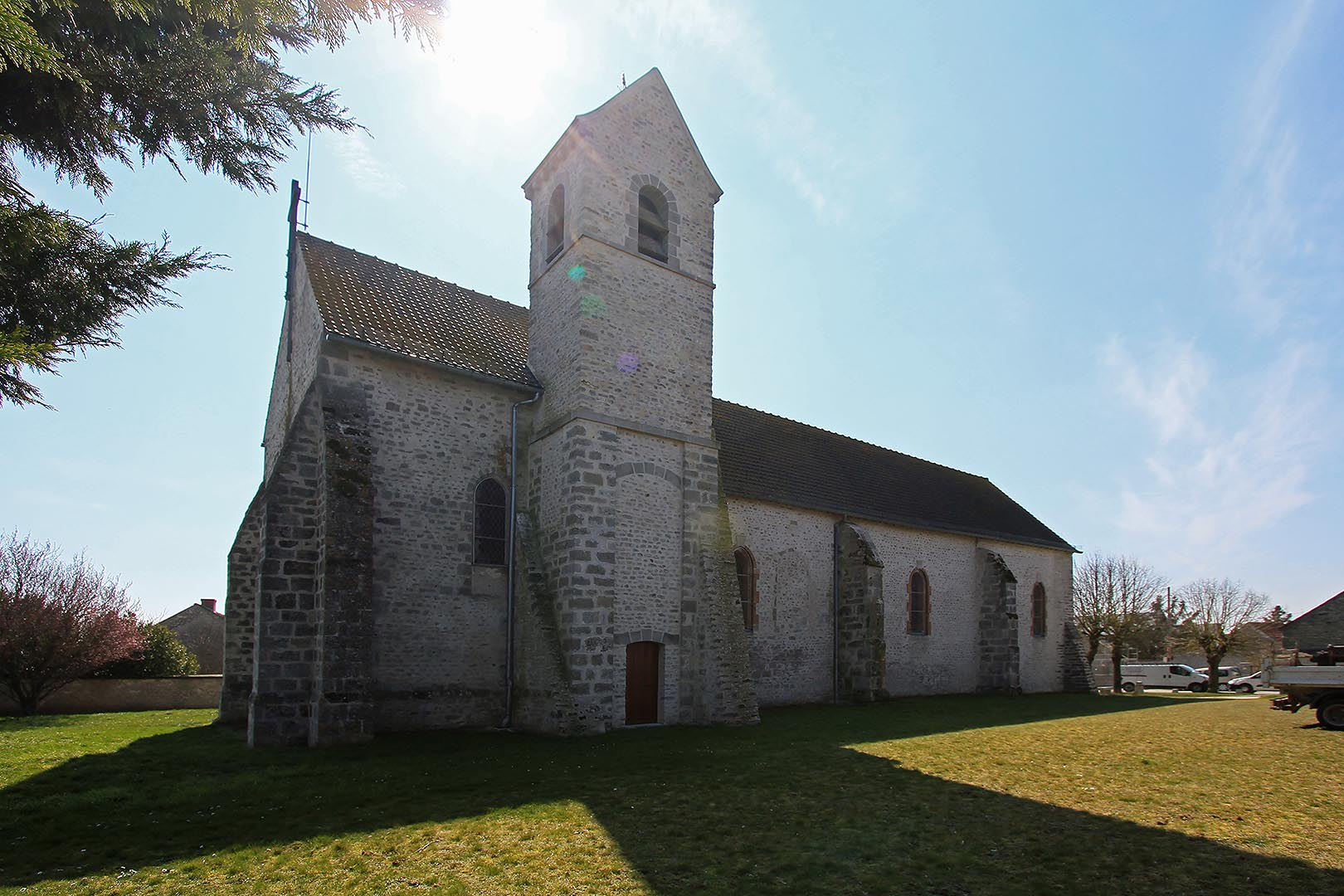
L'église Saint-Pierre-et-Saint-Paul.

### Patrimoine environnemental
Les bosquets boisés et la pelouse calcicole ont été recensés au titre des espaces naturels sensibles par le conseil départemental de l'Essonne.

### Patrimoine architectural
- L'église Saint-Pierre-Saint-Paul a été inscrite aux monuments historiques le 15 novembre 1926[55].